# 阿戈讷地区博略
阿戈讷地区博略（法語：Beaulieu-en-Argonne，法語發音：[boljø ɑ̃.n‿aʁɡɔn]）是法国默兹省的一个市镇，属于巴勒迪克区。

## 地理
阿戈讷地区博略（49°1'54"N, 5°4'1"E）面积29.56 平方千米，位于法国大東部大區默兹省，该省份为法国西北部内陆省份，北与比利时接壤，西接马恩省和阿登省，南至上马恩省和孚日省，东临默尔特-摩泽尔省。
与阿戈讷地区博略接壤的市镇（或旧市镇、城区）包括：瓦利、沙特里斯、埃克莱尔、阿戈讷地区帕萨旺、阿戈讷地区维莱、布里佐、阿戈讷地区克莱蒙、塔巴河畔富科库尔、弗鲁瓦多、菲托、拉瓦、拉雷库尔。

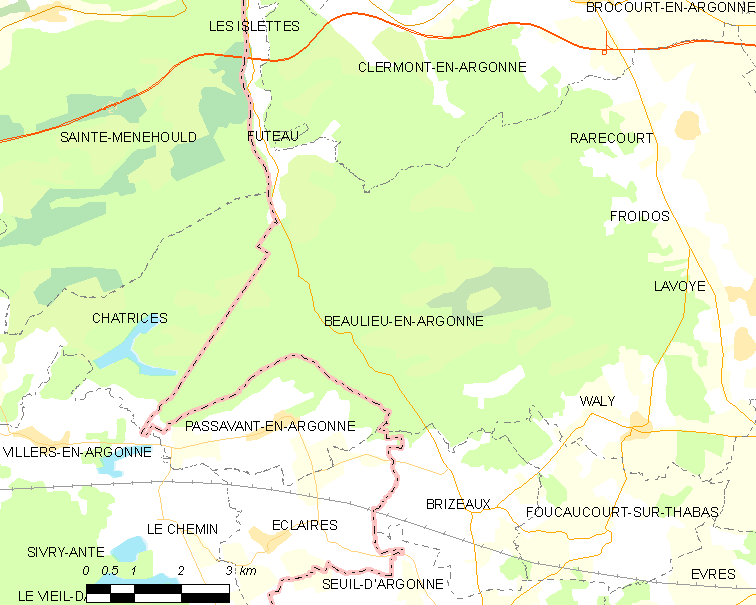
阿戈讷地区博略的OSM定位图

阿戈讷地区博略的时区为UTC+01:00、UTC+02:00（夏令时）。

## 行政
阿戈讷地区博略的邮政编码为55250，INSEE市镇编码为55038。

## 政治
阿戈讷地区博略所属的省级选区为默兹河畔迪约县。

## 人口

1962-2008年间阿戈讷地区博略人口变化图示

阿戈讷地区博略于2022年1月1日时的人口数量为39人。